# Castell de Castellar
El Castell de Castellar és un edifici adaptat com a masia d'Aguilar de Segarra (Bages), declarat bé cultural d'interès nacional.

## Història
Sembla que tindria el seu origen en la reorganització territorial feta entre el 880 i 890 pel comte de Barcelona Guifré el Pilós. El lloc de Castellar apareix documentat per primer cop el 983, a l'acta de consagració del monestir de Sant Llorenç prop Bagà. El 1022, un tal Seguí, senyor del castell, el llegà al seu fill Company. El 1070, aquest feu testament i fer una deixa a l'església de Sant Miquel. El 1259, el senyor era Simó de Castellar, fill de Guillem de Castellar, i el 1281, el castell era en mans d'Arnau de Grevalosa, ciutadà de Manresa.
El fogatge de 1358 cita Pere de Gravalosa, ciutadà de Manresa, que també posseïa el lloc de Seguer, i el 1400, Martí l'Humà restituí la jurisdicció de Castellar, fins aquell moment empenyorada per Pere el Cerimoniós, prometent que no l'alinearia mai, sinó que seria governada pel veguer de Manresa. En un document del 1565 s'esmenta «trasumpto de una Concordia feta y firmada per y entre la Universitat de la Vila de Prats de Rey de una part, y Mosen Janot de Gravalosa, Senyor de Castellar de part altre».
A la mort sense descendència de Jerònima de Grevalosa i Romeu el 1621, el castell passà a mans de la família Amat, i el 1707, l'arxiduc Carles concedí el títol de comte de Castellar a Francesc d'Amat i de Planella. Durant aquesta època, el castell va ser transformat en masia destinada a tasques agrícoles.
A la mort sense fills de Gaietà d'Amat i d'Amat (1803-1868), el castell va passar a mans del seu nebot Joaquim de Càrcer i d'Amat (1835-1923). Aquest també morí sense descendència, i fou succeït per la seva neboda Maria Dolors de Càrcer i de Ros (1867-1939), que el 1887 es va casar amb Lluís de Vilallonga i Sentmenat, El 1923, el títol fou rehabilitat pel seu fill Joaquim de Vilallonga i de Càrcer (1896-1968), succeït pel seu fill Joan Joaquim de Vilallonga i Girona. El 1997, veient el mal estat en què es trobava, va cedir el castell a la Fundació Castells Culturals de Catalunya, i l'octubre del 2005, l'Ajuntament d'Aguilar de Segarra se'n va fer càrrec de la restauració. Aquesta es va portar a terme entre els anys 2010-2011, i actualment és destinat a usos culturals.

### Intervencions arqueològiques
El 2007 s'hi va portar a terme una intervenció arqueològica amb motiu de la seva restauració, i es van establir tres grans fases constructives: la primera correspondria als segles x-xiii, moment de la fundació del castell. Les restes d'aquesta fase són difícils de localitzar degut a les transformacions posteriors que ha patit l'edifici, tot i això els murs perimetrals són considerats com les estructures més antigues per ara documentades. Una segona fase correspondria als segles xiii-xvii, quan s'hi començaren a fer reformes, i la tercera està lligada amb la reforma del conjunt i la seva transformació en masia, als segles xviii-xix.

## Descripció
És una gran edificació rectangular sobre un sòcol rocós. Té una planta aproximadament ovalada; els extrems de l'eix llarg presenten una forma angulosa mentre que els de l'eix curt són arrodonits. Les parets estan fetes de doble paredat, amb carreus de pedra petits i mitjans lleugerament escairats disposats en filades més o menys regulars. L'espai entre els dos paredats probablement era reomplert de pedruscall amb morter de calç, fet que atorgaria una gran consistència a l'estructura. A les cantonades formades entre els murs, al contrari, els blocs de pedra són ben escairats. En general, l'edifici presenta un aspecte sever, amb finestres de poques dimensions repartides per totes les façanes.